# Edith Rosenbaum

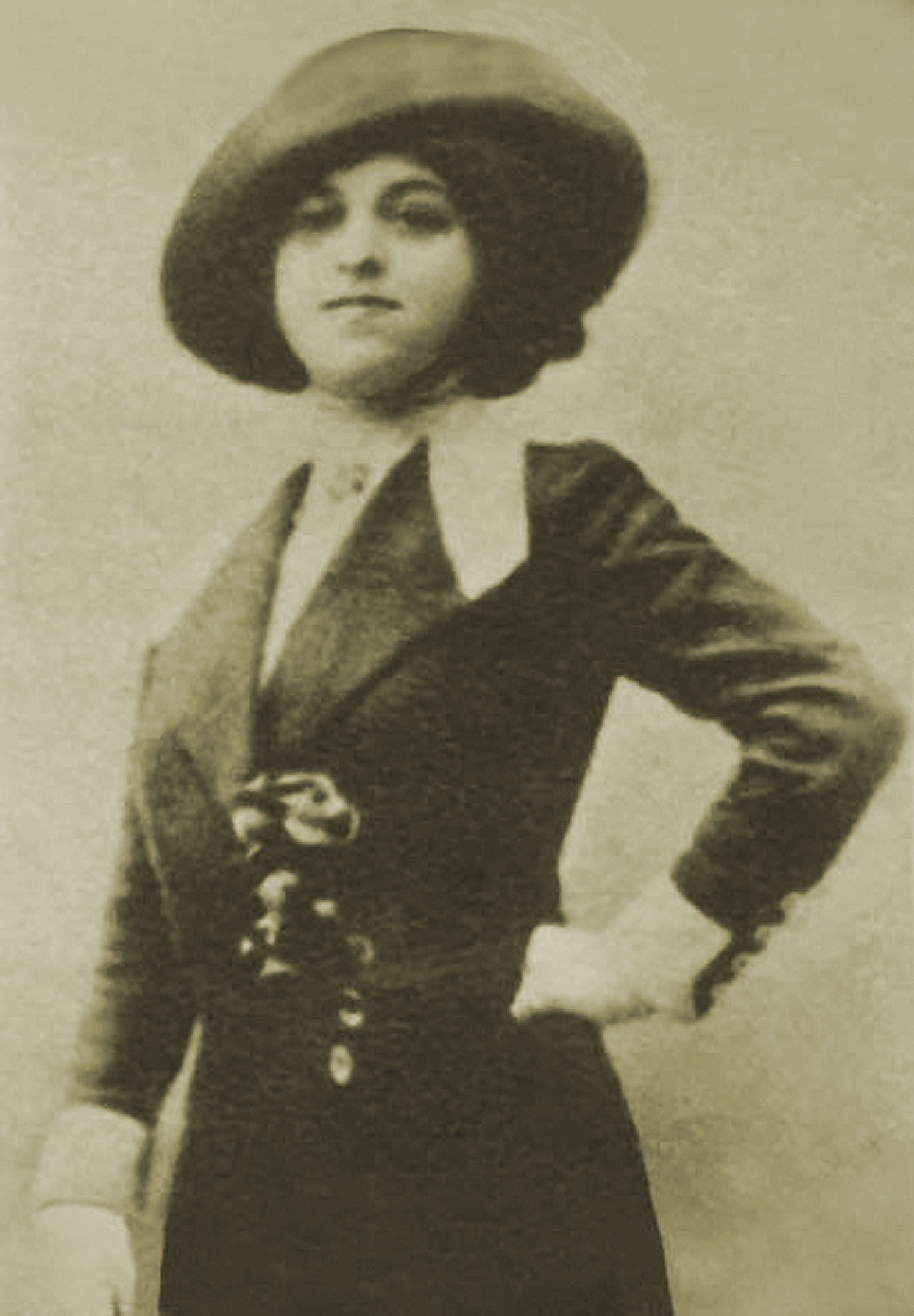
Edith Rosenbaum 1911

Edith Louise Rosenbaum (* 12. Juni 1879 in Cincinnati, Hamilton County, Ohio; † 4. April 1975 in London, England) war eine US-amerikanische Modejournalistin, Modedesignerin und eine anerkannte Persönlichkeit in der internationalen Modebranche der ersten Hälfte des 20. Jahrhunderts. Ferner war sie als Kriegsberichterstatterin im Ersten Weltkrieg und als Überlebende des Untergangs der Titanic bekannt.

## Karriere
Rosenbaum stammte aus einer wohlhabenden jüdischen Familie aus Cincinnati. Ihr Vater, Harry Rosenbaum, war Direktor des Konfektionsherstellers Louis Stix & Company. Ihre Mutter war Sophia Rosenbaum (geb. Hollstein). 1902 zog die Familie nach New York. Edith Rosenbaum interessierte sich schon sehr früh für Mode und Journalismus. Ihre Laufbahn als Modejournalistin begann 1908, als sie nach Paris ging, um dort zunächst als Einkäuferin und Beraterin für das Modeunternehmen Maison Cheruit am Place Vendôme zu arbeiten. Zugleich schrieb sie für das Modemagazin La dernière Heure á Paris, das von der Pariser Abteilung des Wanamaker’s Department Store herausgegeben wurde. Außerdem war sie als Kolumnistin für den Butterick Pattern Service tätig.
Ab 1910 machte sich Rosenbaum vor allem als Korrespondentin des damals populären Damenmodemagazins Women's Wear Daily einen Namen. In dieser Funktion berichtete sie über den aktuellen französischen Modetrend und schrieb Essays und Kolumnen über Modenschauen und Präsentationen. Ihre Artikel über die Neuheiten erschienen wöchentlich, dazu kamen regelmäßig Berichte über die kommende Saison.
1912 führte Rosenbaum einen Einzelhandel als Beraterin und Einkäuferin in Paris und beriet bekannte Persönlichkeiten wie die Broadwayschauspielerin Ina Claire oder die Opernsängerin Geraldine Farrar. Zur selben Zeit brachte sie ihre erste eigene Modelinie mit dem Namen „Esrole“ für das New Yorker Warenhaus Lord & Taylor heraus. Zwischen 1914 und 1919 war sie Pressesprecherin und PR-Managerin für den Modeverband Chambre Syndicale de la Couture Française.
Während des Ersten Weltkrieges machte sich Rosenbaum als eine der ersten weiblichen Kriegsberichterstatterinnen einen Namen. Für den New York Herald schrieb sie ab 1916 direkt von der Front und begab sich sogar in die Schützengräben. Aufgrund des intensiven anti-deutschen Klimas während des Krieges trat sie ab 1918 unter dem Pseudonym „Edith Russell“ auf, da sie fürchtete, wegen ihres eigentlichen Namens Rosenbaum für eine Deutsche gehalten zu werden. Auch die Boykottversuche der französischen Modeindustrie gegenüber deutschen bzw. deutsch klingenden Händlern trugen zu dieser Entscheidung bei.
1923 wurde sie von der Associated Dress Industries of America für ihre Verdienste ausgezeichnet und zwei Jahre später von der International Ladies’ Garment Workers Union für ihre Arbeit während des Krieges geehrt. In den 1920ern schrieb Rosenbaum zusätzlich für die Zeitschriften Cassell’s in London und Moda in Rom. Ab 1934 zog sie sich langsam aus der Modeindustrie zurück.

## Titanic

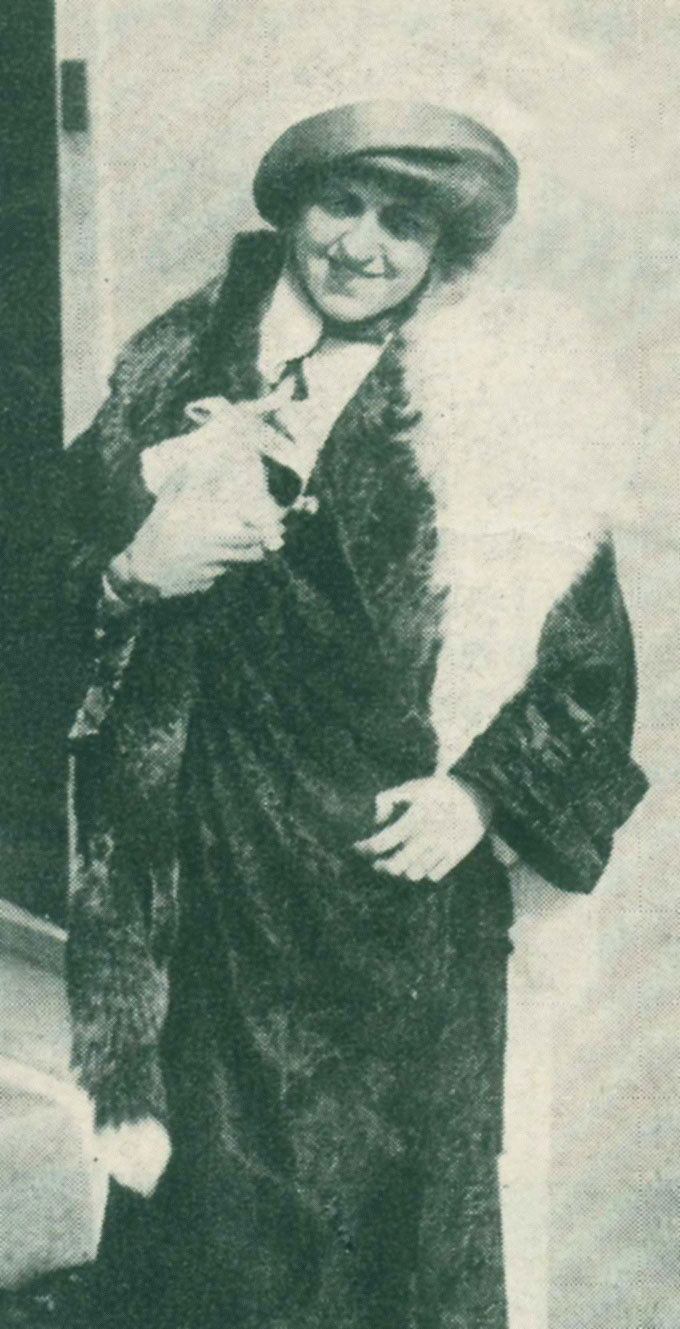
Rosenbaum mit der berühmten Spieldose (1912).

Am 5. April 1912 reichte Rosenbaum in ihrer Kapazität als Reporterin des Women’s Wear Daily ihren Bericht über die bei den Pferderennen von Auteuil getragene Mode ein. Sie wollte zwei Tage später, am Ostersonntag, an Bord des deutschen Passagierschiffs George Washington nach New York abreisen, um die von ihr eingekaufte Pariser Frühlingsmode nach Amerika zu überführen. In letzter Minute erhielt sie jedoch ein Telegramm von ihrem Redakteur, der sie anwies, am Ostersonntag auch das Pferderennen in Paris–Roubaix abzudecken. Sie verschob ihre Überfahrt daher um drei Tage und ging am Mittwoch, dem 10. April 1912 im nordfranzösischen Cherbourg an Bord der neuen Titanic.
Sie belegte die Erste-Klasse-Kabine A-11. Für die Unterbringung ihrer 19 Schrankkoffer hatte sie zusätzlich die Kabine E-63 gebucht. Als sie sich im Vorfeld der Reise um eine Schadenversicherung für ihr zahlreiches Gepäck bemühte, sagte man ihr, dass dies nicht nötig sei, da das Schiff „unsinkbar“ sei. In der Nacht des Untergangs schloss sie alle Schrankkoffer ab und versuchte, ihrem Kabinensteward Robert Wareham die Schlüssel zur Aufbewahrung zu übergeben. Wareham antwortete: „Sie geben diesen Koffern lieber einen Abschiedskuss.“ Irritiert begab sich Rosenbaum anschließend auf das Bootsdeck, unternahm aber keinen Versuch, in eines der Rettungsboote zu gelangen. Sie trug eine in eine Decke gewickelte Spieldose in Form eines Schweins mit sich, die beim Drehen des Schwanzes die Melodie der Maxixe spielte. Diese Spieldose hatte sie im Vorjahr nach einem schweren Autounfall in Frankreich als Glücksbringer von ihrer Mutter geschenkt bekommen.
Möglicherweise weil sie sie in der Dunkelheit und Verwirrung für einen Säugling hielten, nahmen ihr Besatzungsmitglieder die Spieldose aus der Hand und legten sie an der Steuerbordseite in das Rettungsboot Nr. 11, das die Titanic um ca. 01.35 Uhr morgens mit 70 Personen an Bord verließ. Wegen ihres engen, knöchellangen Rocks musste sie von zwei Männern untergehakt und über die Reling gehoben werden. Im Verlauf der Nacht erregte sie den Unmut der anderen Passagiere im Boot, da sie immer wieder die Spieldose erklingen ließ, um die Kinder im Boot aufzuheitern. Nach ihrer Ankunft in New York am 19. April berichtete sie der Women’s Wear Daily, was die bekannteren Titanic-Passagiere während der Evakuierung des Schiffes getragen hatten.
Rosenbaum verklagte die White Star Line anschließend wegen Verlustes ihres Gepäcks und persönlicher Unannehmlichkeiten. Es war eine der höchsten Klagen, die im Rahmen des Titanic-Unglücks gegen die Reederei erhoben wurden. Sie versuchte sich als Autorin und schrieb einen Erlebnisbericht über den Untergang. Da sie keinen Verleger fand, wurde er nie veröffentlicht.

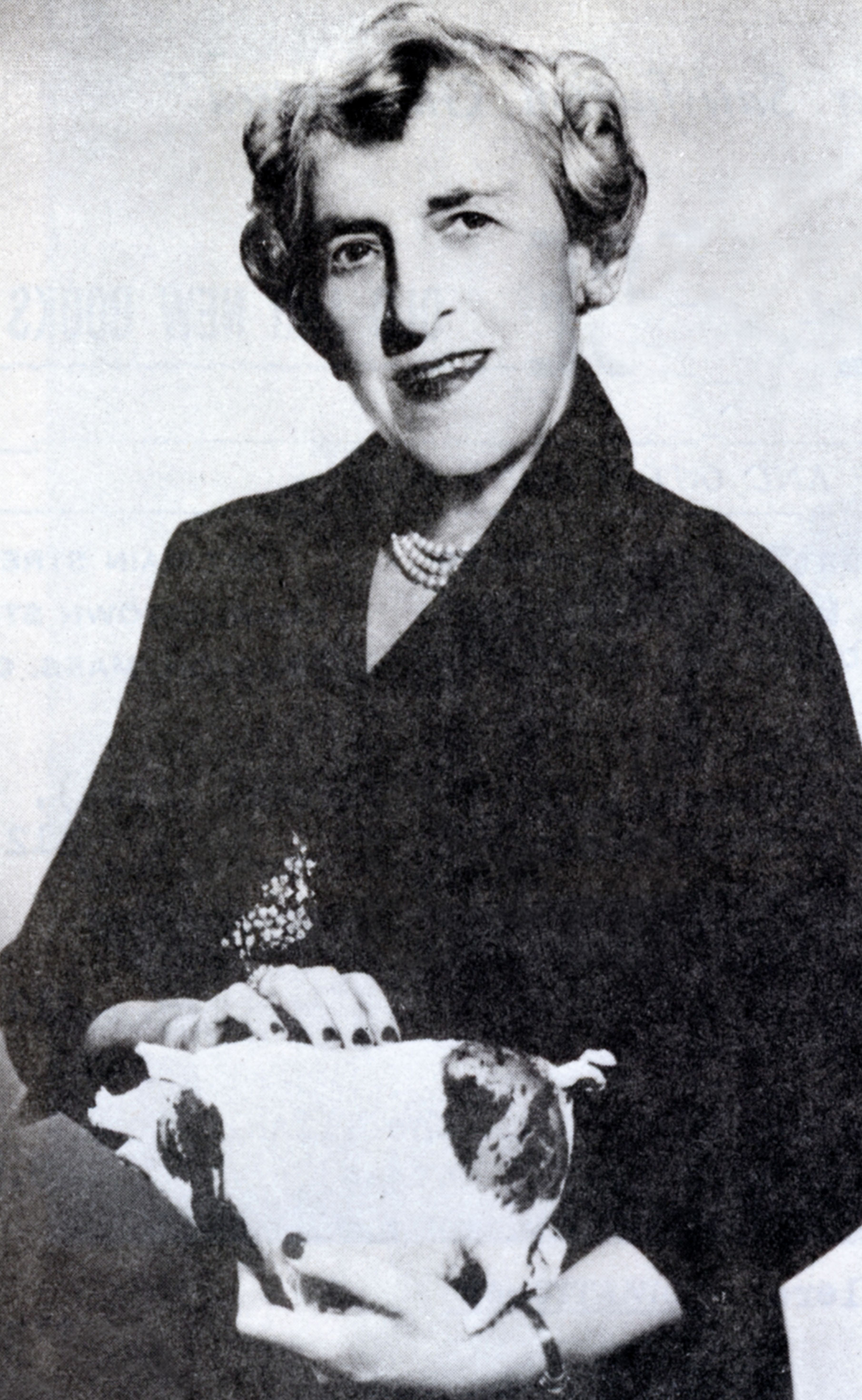
Rosenbaum in späteren Jahren mit der Spieldose (1957).

In späteren Jahren war Rosenbaum Ehrengast bei zahlreichen Veranstaltungen bezüglich der Titanic, zum Beispiel der New Yorker Premiere des Films Untergang der Titanic von 1953 mit Barbara Stanwyck. Sie gab zahlreiche Fernseh- und Zeitungsinterviews, etwa dem Life Magazin oder dem Autor Walter Lord, der ihre Geschichte für sein Buch Die letzte Nacht der Titanic (Originaltitel: A Night To Remember) verwendete. Als das Buch 1958 von Roy Ward Baker verfilmt wurde, bat man Rosenbaum als Beraterin zur Seite zu stehen, da sie in dem Film porträtiert wurde. Bei ihren TV-Auftritten zeigte sie oft das berühmte Spielschwein, mit dem sie 1912 Schlagzeilen gemacht hatte. 1963 wurde sie zum Ehrenmitglied der Titanic Historical Society ernannt.

## Privatleben
Im August 1911 überlebte Edith Rosenbaum in Frankreich einen schweren Autounfall, bei dem ihr Verlobter, der wohlhabende deutsche Waffenfabrikant Ludwig Loewe, ums Leben kam. Sie war mit Freunden auf dem Weg zu den Pferderennen im nordfranzösischen Seebad Deauville im Département Calvados gewesen.
Nachdem sie sich Mitte der 1930er aus dem aktiven Berufsleben zurückgezogen hatte, verbrachte Rosenbaum ihre Zeit vor allen Dingen mit ausgedehnten Reisen und Auslandsaufenthalten. Sie war eine beliebte Gastgeberin, die häufig Matineen und Abendessen für Freunde, Verwandte und Geschäftspartner gab. Auch war sie mit vielen Persönlichkeiten aus Politik und Showbusiness bekannt. Während eines Aufenthalts in Rom tanzte sie auf einer Dinnerparty mit Benito Mussolini, außerdem züchtete sie Hunde für den französischen Sänger Maurice Chevalier. Zudem unterhielt Rosenbaum eine enge Freundschaft mit dem Schauspieler Peter Lawford und dessen Frau Patricia Kennedy, die sie zu einer Patin für ihre Kinder machten.
Nachdem Rosenbaum jahrelang zwischen New York und Paris gependelt war, ließ sie sich Mitte der 1940er Jahre im Londoner Hotel Claridge’s nieder. Anschließend bezog sie eine Dauersuite im noblen Embassy House Hotel. Ihre letzten Jahre verbrachte Rosenbaum in London und wurde in späteren Jahren als exzentrisch beschrieben. Rosenbaum starb 1975 nach kurzer Krankheit im St Mary Abbots Hospital in London im Alter von 95 Jahren. Da sie nie geheiratet und Kinder bekommen hatte, hinterließ sie nur einige entfernte Cousins und Cousinen. Ihre Spieldose befindet sich heute im National Maritime Museum in London.